# Petter Ljunggren

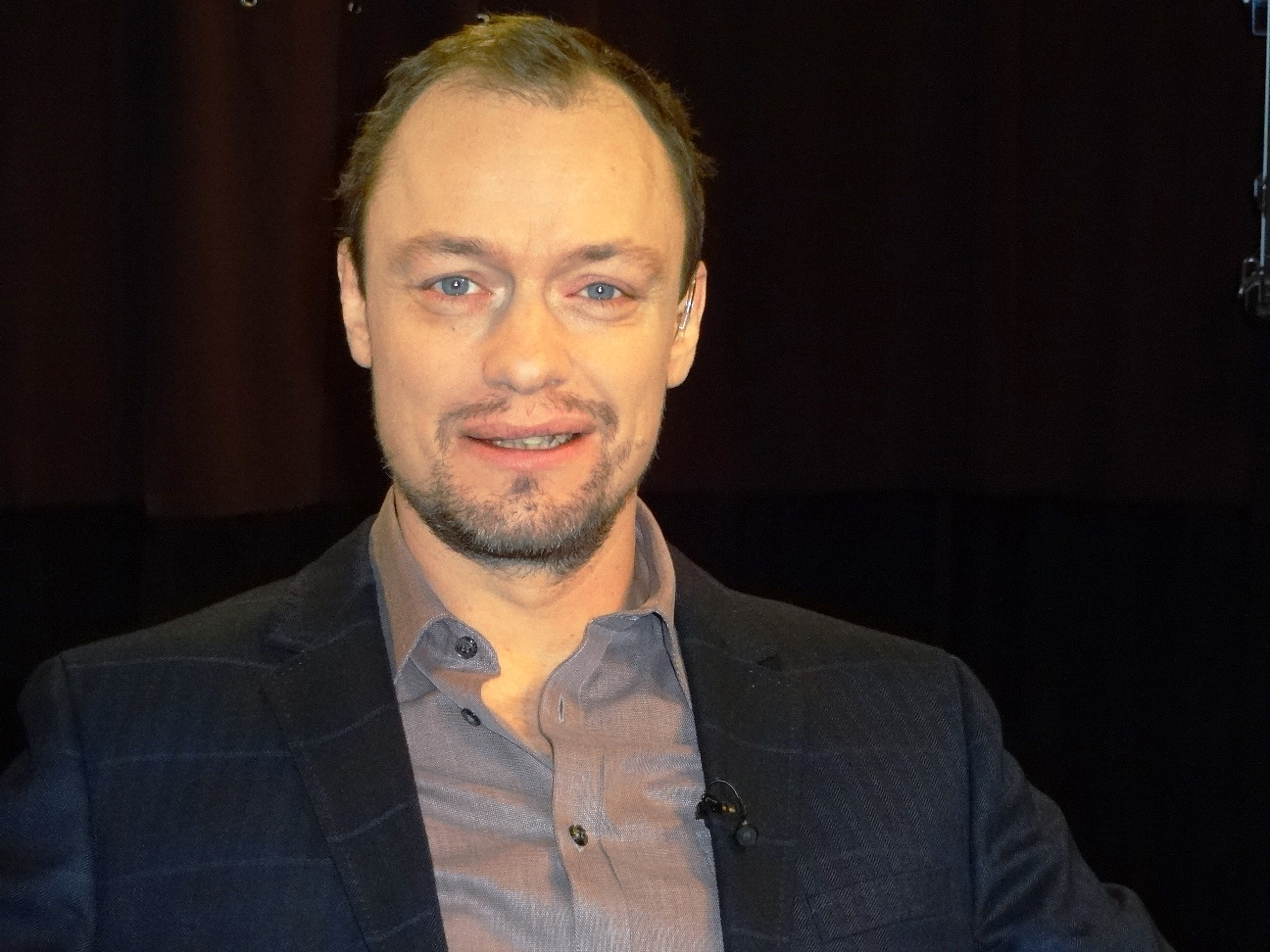
Petter Ljunggren, december 2012

Anders Petter Ljunggren, född 1968, är en svensk journalist, som är verksam inom radio, television och press samt har också haft mindre roller som skådespelare.
Han var mellan 2007 och 2010 programledare för Medierna i Sveriges Radio P1, ett program han var med och grundade. Från 2010 har han arbetat som reporter på SVT:s Uppdrag granskning. Hösten 2023 blev han redaktör för grävande journalistik i nättidningen Kvartal. Men sedan 2024 är han tillbaka på Uppdrag granskning och arbetar också som producent på Studio ett i P1.
Han har varit redaktör för Faktum i Sveriges Television, redaktör för tidskriften Scoop, radioproducent på Studio Ett och frilansande reporter samt varit reporter på Dagens Nyheter.
Ljunggren var redaktör för boken Tystade röster (2007).
Under våren 2013 var Petter Ljunggren programledare för intervjuprogrammet Min sanning i SVT. Han har också varit programledare för SVT:s debattprogram ”Opinion Live”.
Petter Ljunggren är son till skådespelarna Sten Ljunggren och Barbro Oborg.

## Filmografi
- 1981 – Pappa och himlen
- 1981 – Stjärnhuset (TV-serie)
- 1989 – Svenska hjärtan (TV-serie) även 1998
- 2001 – Anderssons älskarinna
- 2013 – Fjällbackamorden (TV-serie)